# Angol telivér
Az angol telivér (angolul english thoroughbred horse) a világ egyik legelterjedtebb lófajtája, leginkább versenylóként ismert. Gyorsaságáról és temperamentumáról ismert. Az angol méneskönyv regisztrációjában 18 600 kanca szerepel, a különböző nemzetek méneskönyveiben összességében megközelíti az egymilliót. A hazai állomány hozzávetőlegesen 800 kancát számlál, és 400 ló áll galopptréningben, vagyis versenyez.
Az angol telivér őse három arab mén volt. Az ismert ősök közül az egyiket az 1683-ban Bécset ostromló (más forrásokban a Budát ostromló) törököktől zsákmányolta Robert Byerley dragonyos kapitány. A mén neve Byerley Turk volt.
A másik mén a beduinoktól vásárolt Darley Arabian volt. A Darley család ménese a legjobbak közé tartozott Angliában és Darley Arabian számos kitűnő kancát kapott. Az ő leszármazottja apai ágon Kincsem is. A legjobbnak bizonyult leszármazottja az 1764-ben született Eclipse volt, akinek a vérvonalán keresztül ez a mén gyakorolta a legnagyobb hatást a fajta kialakulására. A ma élő angol telivérek 90%-a tőle származik.
A harmadik ősmént XV. Lajos francia király 1781-ben kapta ajándékba Marokkóból. Azonban Lajosnak nem tetszett a ló. Francis Godolphin, Godolphin 2. grófja, híres angol lótenyésztő, egy tejárus kocsijába fogva talált rá a telivérre. Így az angol telivérek őse egy igásló volt. A mén Angliában a Godolphin Arabian nevet kapta és vált az egyik vérvonal alapítójává. Az egyik első csikóját 1734-ben Cade néven jegyezték be a törzskönyvbe, az angol anyakanca neve Roxana volt.

## Története
| Három mén vérvonalára vezethető vissza apai ágon valamennyi angol telivér |
| ------------------------------------------------------------------------- |
| Darley Arabian Byerley Turk Godolphin Arabian                             |

I. Jakab (1603-1635) uralkodása alatt Angliában virágzásnak indult a lóversenyzés. Az ősi kelta ló, a galloway legjobb kancáit keleti ménekkel, arab, török és berber import lovakkal keresztezték, hogy egy tetszetős és gyors versenylovat kapjanak. Ez a ló képezte a fajta kiinduló állományát. A 16–17. században leginkább arab lovak befolyásolták a fajtát, ez idő tájt körülbelül 160 mén érkezett Arábiából, Törökországból és Berberisztánból. A keleti mének közül három, a törököktől zsákmányolt és 1687-ben Angliába került Byerley Turk, az 1706-ban Arábiában vásárolt Darley Arabian  és Godolphin Arabian mások szerint Godolphin Barb vérvonalára vezethető vissza apai ágon valamennyi telivér.
A lóversenyek terjedésével szinte az egyetlen szelekciós tényező a gyorsaság lett. Az angol telivér törzskönyvezésének szabályai igen szigorúak. James Weatherby 1791-ben állította össze az első méneskönyvet, a General Stud Book-ot, melynek első kötete 1793-ban jelent meg. Ezután a méneskönyvet lezárták és csak az a ló minősülhet angol telivérnek, aki a méneskönyvben szereplő 237 kanca és 169 mén valamelyikének a leszármazottja.

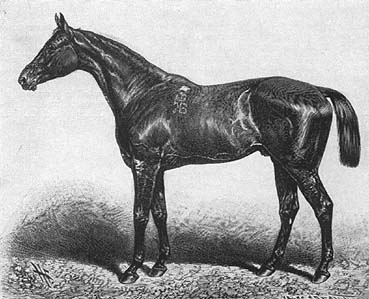
Kisbér

Az angol telivért nemesítőként alkalmazzák számos más fajta kialakulásánál, mert nemességet, keménységet, teljesítményt, gyorsaságot ad a fajtáknak. Mindazonáltal túlzott használata, vagy nem megfelelően kiválasztott egyedek használata idegrendszeri problémákat okozhat, melyek végső soron a használhatóság rovására mennek. 

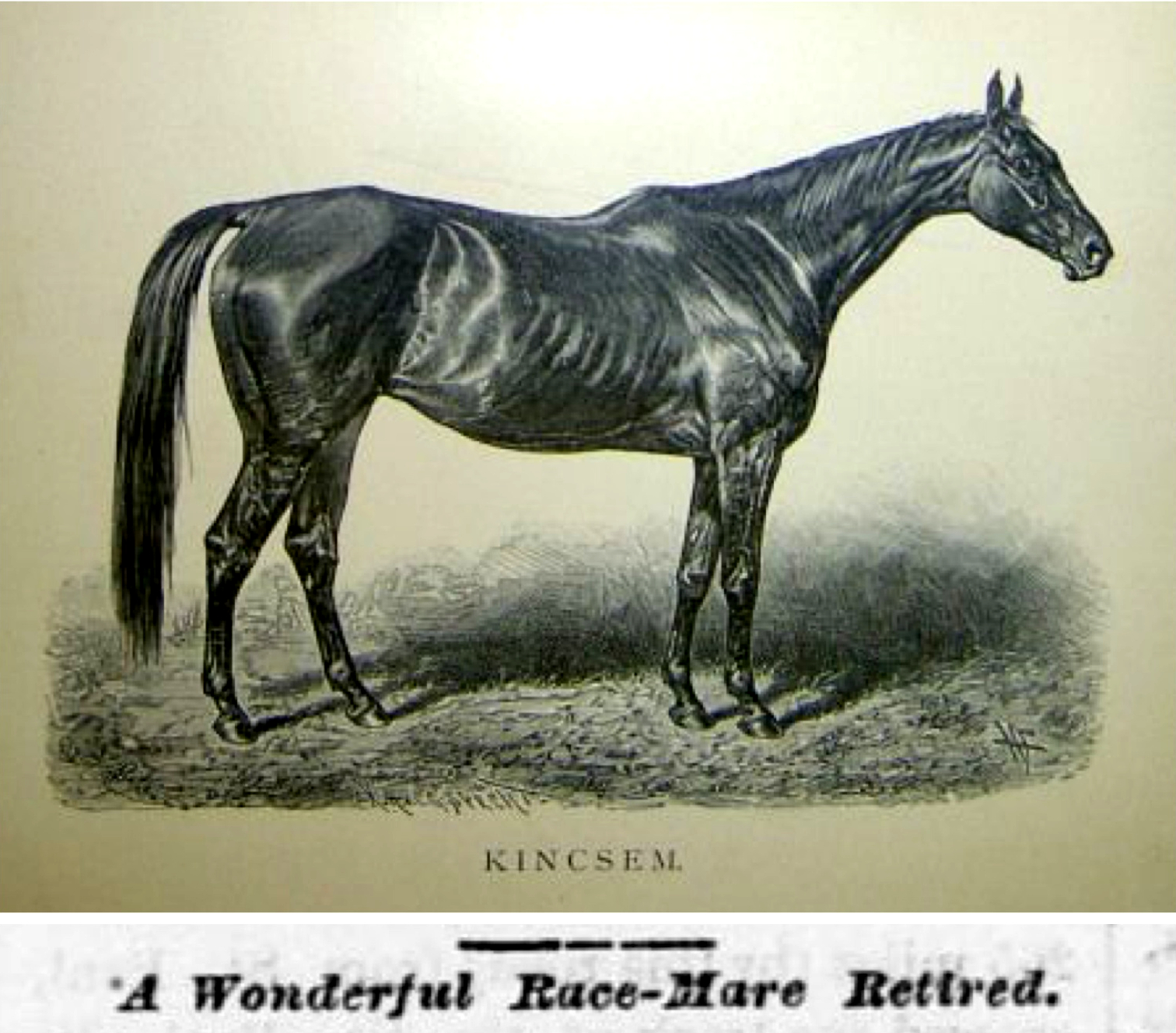
Kincsem, „a legyőzhetetlen csodakanca” is angol telivér volt

A fajta magyarországi tenyésztésének megalapítása Széchenyi István és Wesselényi Miklós nevéhez fűződik. Széchenyi 1816-ban 21 telivért vásárolt Angliában. 1822-ben tovább bővült az állomány, amikor Wesselényi Miklós útján újabb 19 ló és 2 csikó került a ménesbe. 1824-ben megalapították a Pályafuttatási Társulatot és 1827-ben sor került az első versenynapra. Az első magyar méneskönyvet 1832-ben adták ki. A magyar telivértenyésztést az 1874-ben született Kincsem tette világhírűvé, akinek világrekordját azóta senki sem döntötte meg. 54 versenyen 54 győzelmet ért el.
1946-ban az 1943-44-es, 745 egyedszámú kancaállomány alig egy századával indulhatott újra a tenyésztés. A kancák nagy része eltűnt, a Magyar Méneskönyv X. Kötete szerint, több mint 2000 telivér veszett el. Sok telivér került szovjet és cseh ménesekbe. Ezért a tenyésztés fenntartására két évtized alatt francia, angol, ír, nyugat- és kelet-német, olasz, osztrák, szovjet, cseh importból származó kancákat soroltak be a magyar ménesekbe.

## Jellemzői

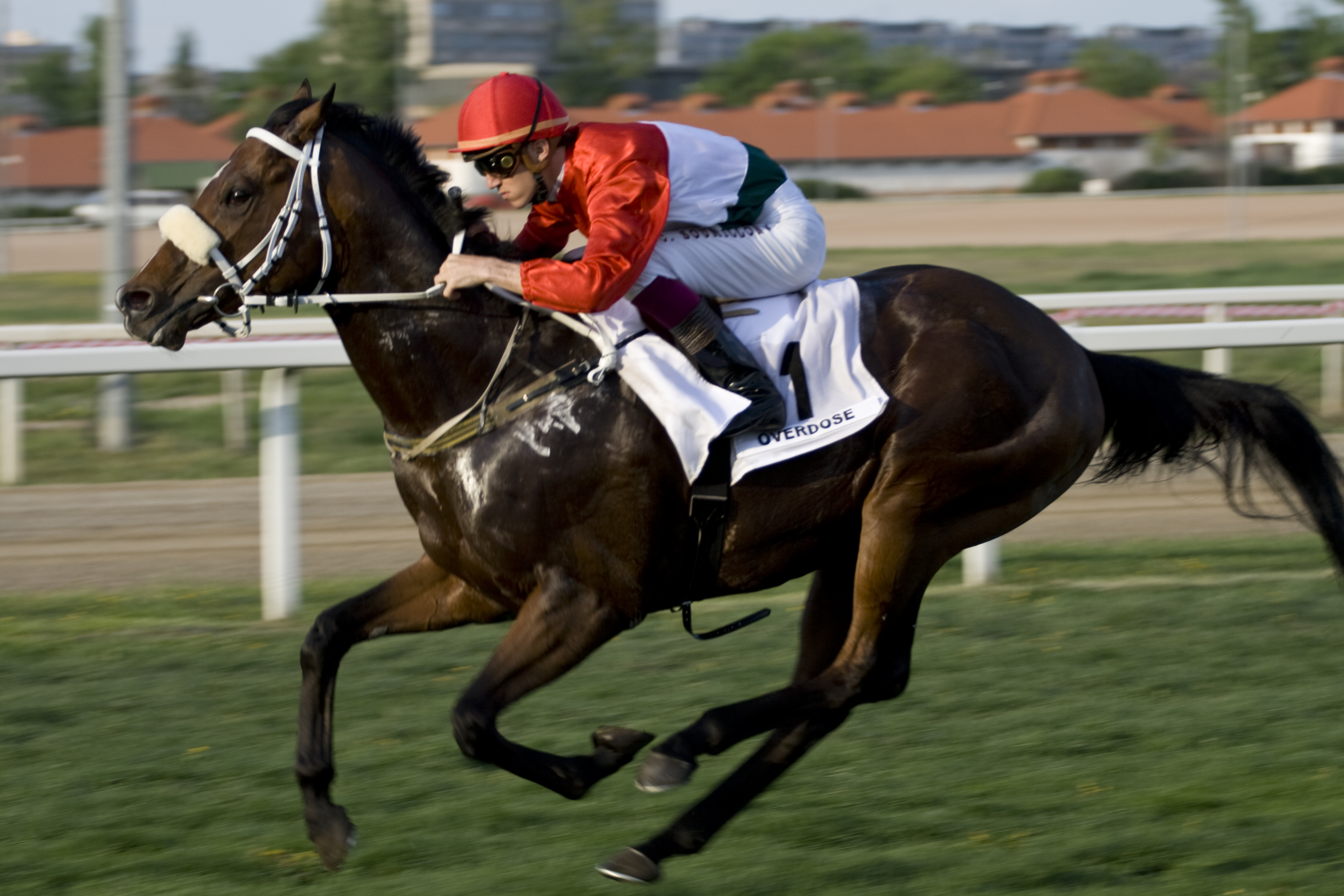
Overdose

Melegvérű fajta; tévedés hogy vérmérséklete szerint telivér; ez nem így van, hiszen nincs is ilyen vérmérséklet.
Testalkata atlétikus, feje száraz, nyaka hosszú. Izmos kiemelkedő marral rendelkezik, melynek magassága bottal 150–170 cm, szárkörmérete 18–22 cm. Háta középhosszú, ágyéka feszes. Hosszú jó izmolt fara gyakran egyenes, mély dongás mellkasa van. Végtagjai szikárak, lábállása elöl gyakran franciás, hátul a nyitott csánkok jellemzőek rá. Mozgása lapos, a vágta a legjobb számára, ebben a jármódban a világ leggyorsabb lova. Színe bármilyen lehet, a tarkát kivéve. Legjellemzőbb a pej, de gyakran sárga, fekete vagy szürke színű.

## Hasznosítása
Elsődleges hasznosításában a lóversenyzés. A galopp-pályákon szinte kivétel nélkül angol telivérek versenyeznek, de a militaryban és más lovassportokban is jellemzően magas a részvételi arányuk. Mivel fejlődése gyors a kétéveseket már versenyeztetik.

## Híres telivérek
Az angol telivérek közül Magyarországon a legjobb eredmény a 19. század utolsó negyedében érte el, amikor 1876-ban Kisbér (Buccaneer-Mineral) megnyerte az epsomi derbyt. AZ 1874-ben született Kincsem (Cambusan-Waternymph) pályafutása is erre az időre esett. Különleges rekordot tudhat magáénak a mai napig: 54 versenyből 54 győzelmet szerzett korának legjobbjaival szemben. A magyar telivérek közül Overdose-nak volt esélye, hogy a magyar hírnevet öregbítse. 4 évesen 12 versenyéből, 12 győzelmet aratott. Az angol telivér kitűnő regenátor ott, ahol nagy teljesítményre van szükség. A telivér karaktere, idegrendszeri adottságai azonban nem teszik alkalmassá a használati ló nemesítésére ott, ahol a ló gyengébb lovagló-képességű emberekkel találkozik.
| American Pharoah Frankel Seabiscuit |

### A valaha élt angol telivér versenylovak veretlenségi örökranglistája

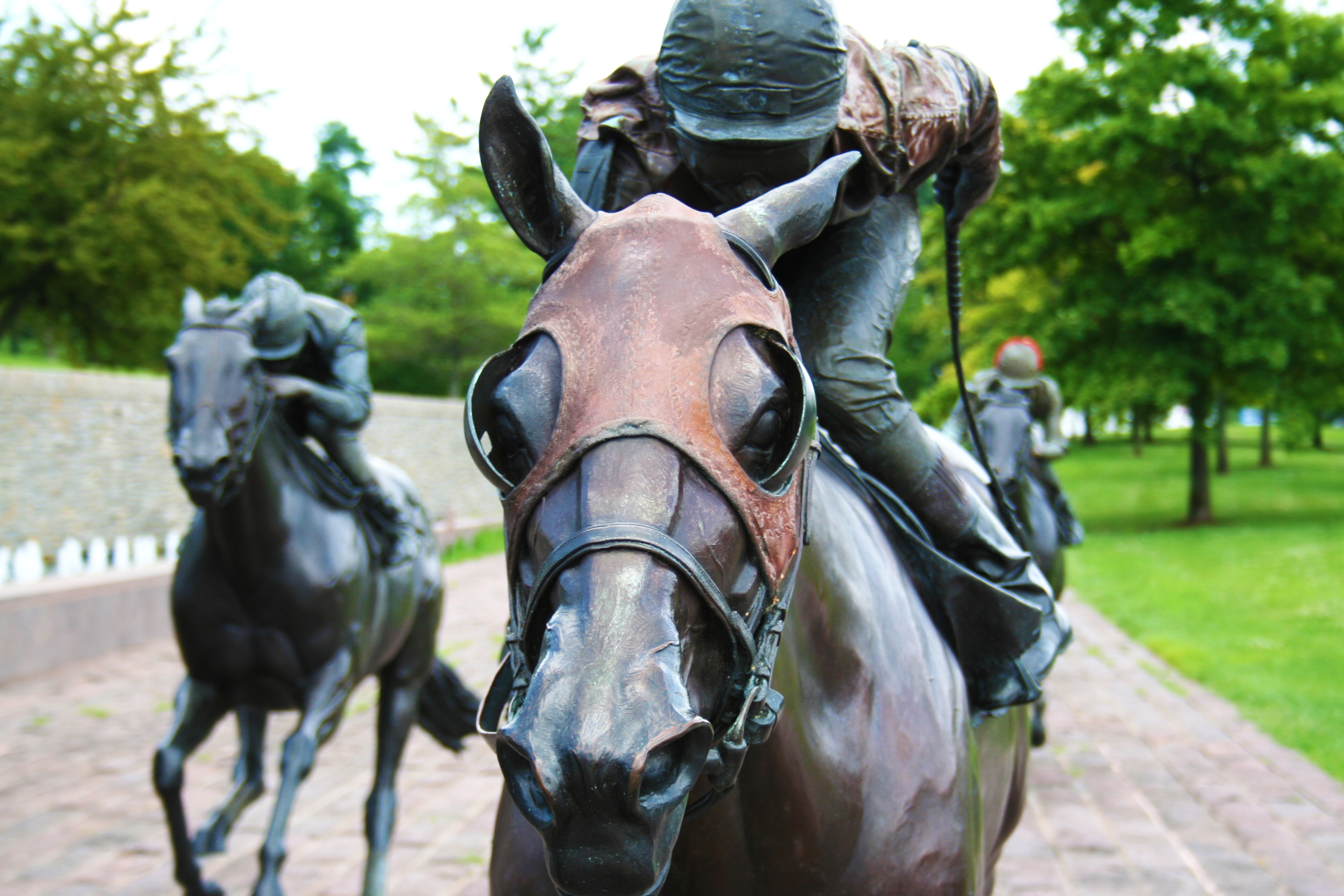
Thoroughbred Park szoborgyűjtemény, Lexington, Kentucky, Amerikai Egyesült Államok

### A valaha élt angol telivér versenylovak veretlenségi örökranglistája[15]
|    | Győzelem    | Ló neve       | Tenyésztő ország |  | Születési év | Származása               |
| -- | ----------- | ------------- | ---------------- |  | ------------ | ------------------------ |
| 1. | 54/54 futam | Kincsem       | Magyarország     |  | 1874         | Cambuscan x Waternymph   |
| 2. | 25/25 futam | Black Caviar  | Ausztrália       |  | 2006         | Bel Esprit x Helsinge    |
| 3. | 19/19 futam | Peppers Pride | USA              |  | 2003         | Desert God x Lady Pepper |